# Campeonato Mundial Femenino de Ajedrez 1958
El 13º Campeonato mundial femenino de ajedrez se desarrolló entre febrero y marzo de 1953 en Moscú. Esta edición enfrentó a la campeona Olga Rubtsova contra Yelizaveta Býkova, quien había perdido el título en la edición anterior. Fue un encuentro a 16 partidas, donde la primera jugadora en llegar a 8½ sería declarada campeona.

## Resultado
|                  | 1 | 2 | 3 | 4 | 5 | 6 | 7 | 8 | 9 | 10 | 11 | 12 | 13 | 14 | 15 | 16 | Total |
| ---------------- | - | - | - | - | - | - | - | - | - | -- | -- | -- | -- | -- | -- | -- | ----- |
| Elisaveta Bykova | 0 | 1 | 0 | ½ | 0 | ½ | 1 | 1 | 1 | 1  | 1  | 1  | 0  | ½  |    |    | 8½    |
| Olga Rubtsova    | 1 | 0 | 1 | ½ | 1 | ½ | 0 | 0 | 0 | 0  | 0  | 0  | 1  | ½  |    |    | 5½    |